# Honey Harlow
Honey Harlow (15 de agosto de 1927-12 de septiembre de 2005) fue una corista y estríper estadounidense, conocida por ser la esposa del comediante en vivo Lenny Bruce.

## Biografía
Su verdadero nombre era Harriett Jollis, y nació en Manila, Arkansas, aunque  se crio en Detroit, Míchigan. Siendo adolescente se fugó de su casa para bailar en un carnaval, siendo detenida, junto a varios amigos, por intentar robar una máquina de golosinas, pasando más de un año en la cárcel. Tras ser liberada, trabajó como estríper bajo el nombre de "Hot Honey Harlowe".
El 15 de junio de 1951 se casó con el comediante Lenny Bruce, divorciándose de él el 21 de enero de 1957, tras tener una hija, Kitty. Ambos lucharon por la custodia legal de la niña.
Harlow presionó con éxito al Gobernador de Nueva York, George Pataki, para que se concediera a Bruce el perdón a título póstumo de la condena por obscenidad que se le había impuesto por su actuación en el Cafe Au Go Go de Greenwich Village en 1964.
En 1984 se casó con Jeffrey Friedman.
Honey Harlow falleció en 2005 en Honolulu, Hawái.